# Ladislav Pavlica
Ladislav Pavlica (10. března 1912, Žarošice – 3. října 1995) byl český římskokatolický kněz a spisovatel.
Pocházel z chudé, nádenické rodiny. Díky mecenášům odešel studovat na arcibiskupské gymnázium v Praze-Bubenči, později přestoupil na klasické gymnázium v Brně. Po maturitě vstoupil do brněnského kněžského semináře a roku 1943 přijal kněžské svěcení. Jako kněz působil v Modřicích, v Kučerově a nakonec v Kobylí.

## Dílo
- Husí král, Blok, Brno 1968
- Věneček z kopretin, Arca JiMfa, Třebíč 1992, ISBN 80-900280-7-1
- Lovci ondater, Arca JiMfa, Třebíč 1996, ISBN 80-85766-91-4